# Universitat Francoazerbaidjanesa

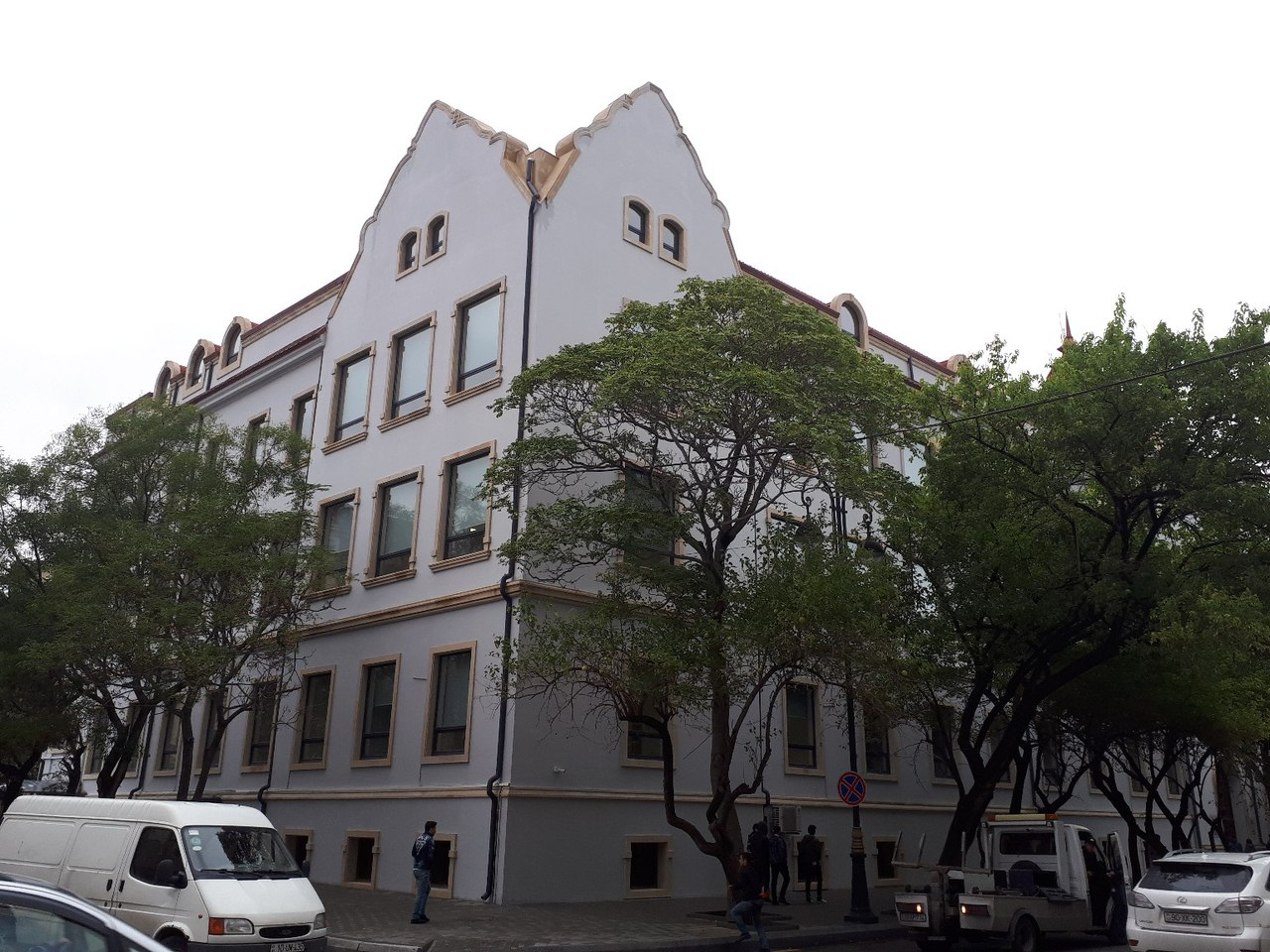
Seu de la UFAZ al carrer Nizami, Bakú.

La Universitat Francoazerbaidjanesa (àzeri: Azərbaycan-Fransız Universiteti, francès: L'Université franco-azerbaïdjanaise, acrònim UFAZ) és una universitat localitzada a Bakú, Azerbaidjan. Va ser fundada el 2016 per iniciativa conjunta de president de l'Azerbaidjan Ilham Alíev i el president de França François Hollande com a projecte conjunt codirigit per la Universitat d'Estrasburg i la Universitat Estatal del Petroli i la Indústria de l'Azerbaidjan.
Els programes impartits corresponen a la Universitat de Rennes 1 i a la d'Estrasburg. Els títols de batxiller expedits són: enginyeria química, enginyeria geofísica, ciències de la computació i enginyeria petroliera.